# Eremomelor
Eremomelor (Eremomela) är släkte i familjen cistikolor inom ordningen tättingar. Släktet omfattar tio arter som alla förekommer i Afrika söder om Sahara:
- Somaliaeremomela (E. flavicrissalis)
- Gulbukig eremomela (E. icteropygialis)
- Fulanieremomela (E. pusilla)
- Grönryggig eremomela (E. canescens)
- Grönhättad eremomela (E. scotops)
- Karrooeremomela (E. gregalis)
- Rostkronad eremomela (E. badiceps)
- Rostpannad eremomela (E. turneri)
- Gulstrupig eremomela (E. atricollis)
- Brunkindad eremomela (E. usticollis)